# Uttarahalli
Uttarahalli är en ort i Indien. Den ligger i distriktet Bangalore Urban och delstaten Karnataka, i den södra delen av landet, 1 700 km söder om huvudstaden New Delhi. Uttarahalli ligger 858 meter över havet och antalet invånare är 10 467.
Terrängen runt Uttarahalli är platt, och sluttar västerut. Runt Uttarahalli är det mycket tätbefolkat, med 1 266 invånare per kvadratkilometer. Närmaste större samhälle är Bangalore, 9,2 km nordost om Uttarahalli. Omgivningarna runt Uttarahalli är en mosaik av jordbruksmark och naturlig växtlighet.